# Флуоресценция в биологических исследованиях

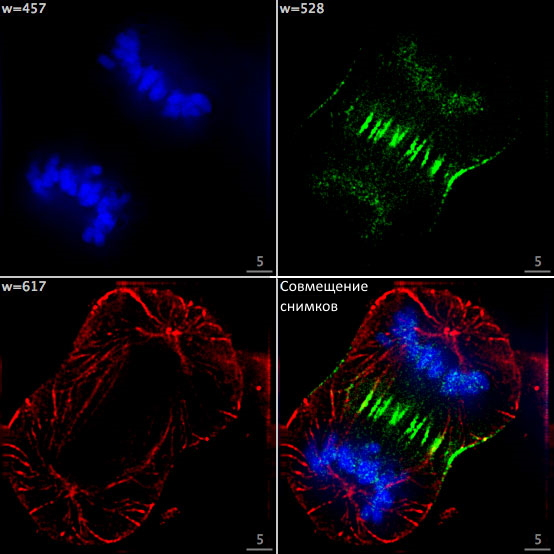
Деление раковой клетки. Изображение получено с использованием сканирующего флуоресцентного микроскопа. Специальные методы ввода флуоресцентных маркеров и использование нескольких светофильтров позволяют наблюдать одновременно за несколькими объектами.

Флуоресценция нашла широкое применение в различных прикладных биологических и биомедицинских исследованиях. Это физическое явление, суть которого заключается в кратковременном поглощении кванта света флюорофором (веществом, способным флуоресцировать) с последующей быстрой эмиссией другого кванта, который имеет свойства, отличные от исходного. Много направлений в биофизике, молекулярной и клеточной биологии возникли и развиваются именно благодаря внедрению новых методов, базирующихся на флуоресценции. Стоит отметить несколько примеров.
Для биофизиков флуоресценция стала быстрым и чувствительным методом исследования структуры, динамики и функций биологических макромолекул — нуклеиновых кислот и белков.
Метод секвенирования ДНК благодаря работам Сэнгера был значительно усовершенствован во второй половине 1980-х годов именно благодаря внедрению флуоресцентной детекции. Важным следствием этого стала высокая скорость и надёжность секвенирования. Кроме того, метод был автоматизирован. Это открыло техническую возможность проведения широкомасштабного (по масштабам того времени) секвенирования и позволило начать проект «Геном человека» в начале 1990-х годов. Хотя секвенирование по Сэнгеру почти полностью вышло из использования, флуоресценция продолжает использоваться в методах секвенирования ДНК следующих поколений.
Флуоресценция дала новый толчок развитию клеточной биологии. Благодаря конфокальной флуоресцентной микроскопии и разработке новых флуоресцентных меток на базе зелёного флуоресцентного белка (ЗФБ) и его аналогов появилась возможность получать специфически контрастную окраску и делать фотоснимки с высоким разрешением многих внутриклеточных белковых структур. Разработка новых флуоресцентных зондов — веществ, изменяющих флуоресценцию, когда к ним присоединяется определённая молекула — дала возможность детально исследовать химический состав живых клеток и даже организмов, а также его изменение во времени и пространстве, что положило начало флуоресцентному молекулярному имиджингу (англ. molecular imaging)

## Физические основы флуоресценции
Флуоресценция — это одно из явлений, которые могут происходить во время взаимодействия электромагнитного излучения с веществом.
При нормальных условиях подавляющее большинство молекул находится в основном электронном состоянии. Молекулы могут поглощать кванты электромагнитного излучения определённой энергии и переходить в возбуждённое состояние. Это соответствует переходу одного электрона с высшей занятой на самую низкую свободную молекулярную орбиталь. Согласно их мультиплетности, основное и возбуждённое электронные состояния обозначают {\displaystyle S_{0}} и {\displaystyle S_{1}}. Возбуждение большинства флюорофоров ({\displaystyle S_{0}\rightarrow S_{1}}) происходит под действием коротковолнового ультрафиолетового (длина волны 300—400 нм) или видимого (длина волны 400—800 нм) света. После перехода флюорофора в возбуждённое состояние происходит релаксация — процесс, при котором молекула теряет часть энергии; при этом она опускается до самого низкого колебательного подуровня электронного уровня {\displaystyle S_{1}}. В жидкой среде при нормальных условиях этот процесс происходит за время порядка нескольких пикосекунд (10−12 с). Согласно правилу Каши именно с самого низкого колебательного подуровня электронного уровня {\displaystyle S_{1}} происходит переход в основное электронное состояние, что сопровождается флуоресценцией. Из-за потери энергии во время релаксации и по некоторым другим причинам флуоресцентное излучение имеет меньшую энергию (и соответственно большую длину волны) по сравнению со светом, который поглощается во время возбуждения.

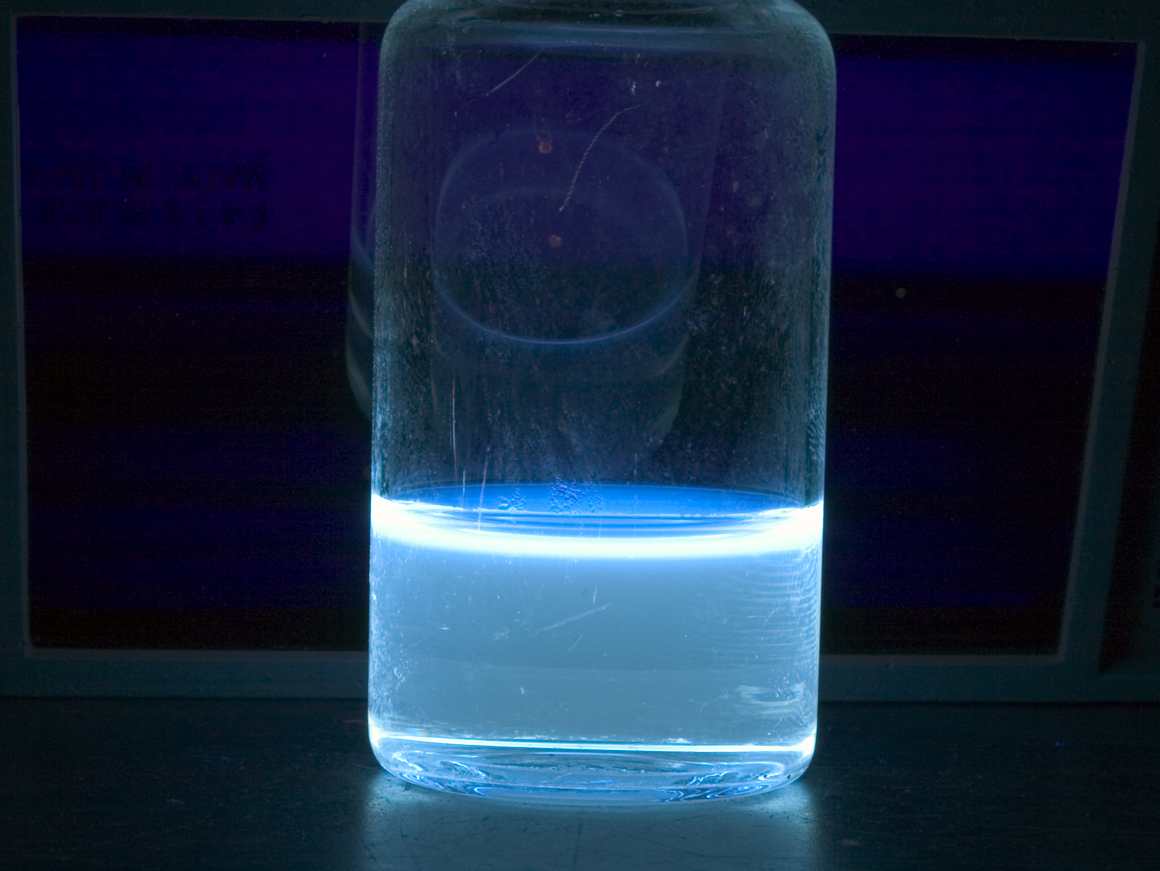
Флуоресценцию можно наблюдать невооружённым глазом. На снимке раствор перилена в дихлорметане во время облучения длинноволновым ультрафиолетом

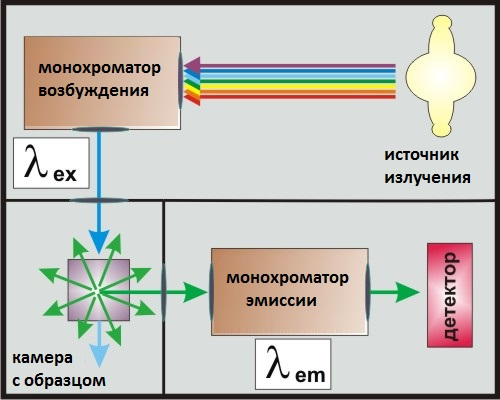
Сильно упрощённая схема спектрофлуориметра, прибора, с помощью которого изучают флуоресценцию

На рисунке, приведённом выше, не показаны другие процессы, которые конкурируют с флуоресценцией. В частности, за время существования молекулы в возбуждённом состоянии может состояться внутренняя конверсия, то есть безызлучательный переход {\displaystyle S_{1}\rightarrow S_{0}}. Существует также возможность перехода молекулы в триплетное состояние {\displaystyle S_{1}\rightarrow T_{1}} за счёт интеркомбинационной конверсии. Полную картину возможных переходов можно увидеть на диаграмме Яблонского. Флуоресценцию не следует путать с другими типами люминесценции, такими как фосфоресценция, хемолюминесценция, биолюминесценция т. п.

## Детекция флуоресценции
В простейшем случае для наблюдения флюоресценции нужны только раствор флуоресцентного соединения и соответствующий источник света для возбуждения. Удобным источником возбуждения являются ручные ультрафиолетовые лампы.
Основными приборами для изучения флуоресценции в лабораторных условиях являются спектрофлуориметры. Сильно упрощённая схема такого прибора показана на рисунке.
В спектрофлуориметрах используют различные источники света, чаще всего ксеноновые лампы высокого давления. Они дают широкий спектр эмиссии (от ультрафиолетового до инфракрасного света). Излучение от лампы поступает к монохроматору возбуждения, который даёт на выходе свет с определённой нужной длиной волны {\displaystyle \lambda _{ex}}. После этого монохроматический луч направляется на образец, вызывая его флуоресценцию. Важным является то, что флуоресцентная эмиссия изотропна, то есть её интенсивность одинакова во всех направлениях (не зависит от угла, под которым она наблюдается). Это даёт возможность легко отделить её от возбуждающего света. Расположение детектора под углом 90° к направлению возбуждения даёт возможность улавливать исключительно те фотоны, которые являются результатом флуоресцентной эмиссии. Флуоресцентный свет пропускается сквозь ещё один монохроматор (монохроматор эмиссии, {\displaystyle \lambda _{em}}). После этого интенсивность светового потока измеряется с помощью детектора.
Перечисленные здесь компоненты (источник света, монохроматоры, детектор) в различных вариантах и комбинациях присутствуют во всех приборах, измеряющих флуоресценцию. В зависимости от назначения прибора, конфигурация и характеристики каждого из элементов системы могут варьироваться. Например, вместо монохроматоров могут использоваться наборы светофильтров; в качестве источников монохроматического света могут использоваться лазеры.

## Характеристики флуоресцентной эмиссии
Существует ряд количественных параметров, описывающих флуоресцентное излучение.
| Параметр                      | Обозначение                                             | Описание |
| ----------------------------- | ------------------------------------------------------- | --- |
| Интенсивность флуоресценции   | {\displaystyle \mathrm {I} _{F}}, или {\displaystyle F} | Этот параметр пропорционален количеству фотонов, которые достигают детектора в течение единицы времени. Он измеряется в количестве фотонов в секунду (cps, counts per second) либо в относительных единицах (A.U., arbitrary units). Этот параметр зависит как от исследуемого образца, так и от прибора, на котором осуществляют замеры. |
| Спектр флуоресценции          | {\displaystyle \mathrm {I} _{F}=f(\lambda _{em})}       | Спектр флуоресценции — это зависимость интенсивности флуоресценции от длины волны детекции (λem), записанная при устойчивом значении длины волны возбуждения (λex). В простейшем случае зависимость имеет вид асимметричной кривой с одним максимумом. Позиция максимума эмиссии показывает, каким цветом флуоресцирует соединение. Так, максимум флуоресценции при 450 нм примерно соответствует синему свету, максимум при 650 нм означает красную флуоресценцию, и т. д. Ширина спектра флуоресценции органических красителей составляет от нескольких десятков до нескольких сотен нанометров. Ширина спектра флуоресценции квантовых точек меньше и составляет несколько десятков нанометров. |
| Время жизни флуоресценции     | {\displaystyle \tau _{F}}                               | Для каждого флуоресцентного соединения можно измерить величину, которая имеет размерность времени и имеет название «время жизни флуоресценции». Это величина порядка наносекунд для большинства флюорофоров. Она показывает усреднённое время существования молекулы в возбуждённом состоянии. Если построить график затухания флуоресценции во времени, он будет иметь вид экспоненциальной кривой. В простейшем случае падение будет моноэкспоненцальным, то есть будет иметь вид прямой в логарифмических координатах. Время жизни в 1 нс не означает, что флуоресценция образца полностью исчезнет за одну наносекунду. Эта величина означает среднее время существования возбуждённого флюорофора в большой популяции. Флуоресценция, подобно радиоактивному распаду, является стохастическим процессом. То есть, каждая отдельно взятая молекула может излучить фотон за время как более короткое, так и более длинное, чем {\displaystyle \tau _{F}}. |
| Квантовый выход флуоресценции | {\displaystyle \Phi ={\frac {N_{em}}{N_{abs}}}}         | Показывает, какая доля поглощённых фотонов излучается в виде флуоресценции. Как отмечалось выше, флуоресценция конкурирует с рядом других процессов, такими как внутренняя и интеркомбинационная конверсия. Кроме них существует также возможность разрушения флюорофора путём химического превращения (фотообесцвечивания). Вследствие этого количество фотонов, излучаемых вследствие флуоресценции, всегда ниже, чем количество поглощённых фотонов (Ф < 1). |

## Смежные явления, важные для биологических применений
В исследованиях биологических систем полезными являются некоторые явления, связанные с флуоресценцией.
| Явление                                          | Описание и основные характеристики |
| ------------------------------------------------ | --- |
| Анизотропия флуоресценции                        | Показывает, насколько изменяется ориентация возбуждённых молекул за время существования возбуждённого состояния. Для измерения анизотропии флуоресценции необходимы спектрофлуориметры, оборудованные поляризаторами возбуждающего и флуоресцентного света. Зная интенсивность флуоресцентного света, поляризованного в параллельной и перпендикулярной плоскостях, анизотропию можно рассчитать по формуле: {\displaystyle r={\frac {I_{\parallel }-I_{\perp }}{I_{\parallel }+{2I_{\perp }}}}} Анизотропия флуоресценции показывает, насколько свободно вращается молекула за время существования возбуждённого состояния. Свободные флюорофоры в жидких растворителях при нормальных условиях вращаются быстро, что вызывает полную деполяризацию (r = 0). Если флюорофор связан с большой биомолекулой, например с белковой глобулой, такой комплекс вращается в пространстве медленнее, что приводит к ненулевым значениям анизотропии. Теоретически возможный максимум равен 0,4. Анизотропия флуоресценции широко используется для изучения белков и взаимодействий между ними. |
| Тушение флуоресценции                            | Иногда интенсивность флуоресценции существенно уменьшается при наличии определённых соединений в растворе. Такое явление называется тушение флуоресценции, а соединения, которые его вызывают — гасителями, тушителями (англ. quencher) Классическим примером является кислород, который является гасителем для большого количества органических флюорофоров. Математически тушение флуоресценции описывается уравнением Штерна — Фольмера. {\displaystyle {\frac {F_{0}}{F}}=1+k_{sv}\cdot [\mathrm {Q} ]} Здесь {\displaystyle F_{0}/F} — отношение начальной флуоресценции к флуоресценции в присутствии гасителя; {\displaystyle k_{SV}} — константа Штерна — Фольмера; {\displaystyle [Q]} — концентрация гасителя. График в координатах {\displaystyle [Q]} — {\displaystyle F_{0}/F} называется графиком Штерна — Фольмера. Тушение бывает статическим и динамическим. При статическом тушении флюорофор в основном электронном состоянии образует нефлуоресцентный комплекс с гасителем. При динамическом тушении образуется обычное возбуждённое состояние, которое разрушается гасителем ещё до того, как успевает произойти флуоресцентная эмиссия. Эксперименты с тушением флуоресценции триптофана акриламидом часто используются для анализа конформации белковых молекул. Кроме того, тушение органических флюорофоров используется при разработке флуоресцентных зондов |
| Фёрстеровский резонансный перенос энергии (ФРПЭ) | Фёрстеровский резонансный перенос энергии (ФРПЭ) (англ. Förster resonance energy transfer, FRET) — процесс, в котором принимает участие два флюорофора, донор (D) и акцептор (A) переноса. Во время ФРПЭ происходит перенос энергии от одного флюорофора к другому. То есть, возбуждая одну молекулу (донор), можно наблюдать флуоресценцию с другой (акцептора). Для ФРПЭ необходимо соблюдение нескольких условий, а именно: - спектр флуоресценции донора должен перекрываться со спектром поглощения акцептора; - донор и акцептор должны находиться не дальше определённого расстояния друг от друга. - дипольные моменты донора и акцептора должны иметь определённое взаимное расположение в пространстве. Важным является то, что ФРПЭ происходит на расстояниях, соизмеримых с размерами биологических объектов, таких как белковые глобулы или мембраны клеток. При этом относительная эффективность переноса энергии обратно зависит от расстояния между ФРПЭ-партнёрами. Эффективность ФРПЭ рассчитывается по формуле. {\displaystyle E={\frac {R_{0}^{6}}{R_{0}^{6}+r^{6}}}} здесь {\displaystyle R_{0}} является Фёрстеровским радиусом: таким расстоянием между донором и акцептором, при котором эффективность переноса равна ½. Если две биомолекулы, меченые ФРПЭ-парой находятся на большом расстоянии, при возбуждении донора будет наблюдаться только его собственная флуоресценция. В случае когда молекулы сближены в пространстве, при возбуждении донора будет наблюдаться эмиссия акцептора. Благодаря своей зависимости от расстояния, ФРПЭ стал своеобразной «молекулярной линейкой», которая позволяет измерять расстояние между молекулами, каждая из которых мечена одним из партнёров переноса. ФРПЭ может наблюдаться между различными по своей химической природе флюорофорами; возможно также использование этого явления на уровне отдельных молекул или в разделённом формате (англ. time-resolved FRET), что даёт дополнительную информацию о динамике и гетерогенности сложных молекулярных системы. |

## Преимущества флуоресцентных методов исследования

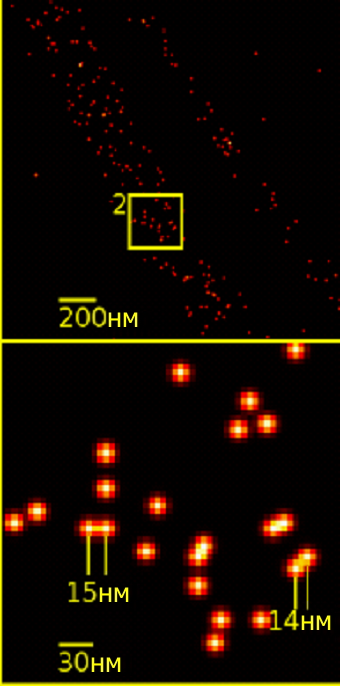
Изображение отдельных молекул жёлтого флуоресцентного белка (YFP), полученное с помощью флуоресцентной микроскопии сверхвысокого разрешения

### Сверхвысокая чувствительность
По своей чувствительности флуоресценция является абсолютным рекордсменом, превосходя методы детекции, базирующиеся на поглощении света или использовании радиоактивного распада. Современные инструменты могут идентифицировать отдельные флуоресцентные молекулы. Это способствовало развитию отдельного направления — одномолекулярной флуоресцентной спектроскопии (ОФС, англ. Single Molecule Fluorescence Spectroscopy). Одномолекулярная флуоресцентная спектроскопия открыла новые возможности для изучения биологических систем на молекулярном уровне. Например, классические методы исследования биомолекул, такие как спектроскопия ядерного магнитного резонанса, имеют дело с большими образцами, содержащими большое количество молекул, поэтому всё время приходится иметь дело с усреднённым сигналом. Другие методы, такие как электронная микроскопия, позволяют физически наблюдать за отдельными молекулами; однако такие методы не дают возможность изучать их в биологически-релевантных условиях. Одномолекулярная флуоресцентная спектроскопия стала важным методом исследования, сочетающим возможность наблюдать за отдельными молекулами с возможностью исследовать их в динамике и при биологически-релевантных условиях. Например, именно благодаря ОФС стало возможным изучать сворачивание и динамику белков и ДНК на уровне отдельных молекул. Также на основе ОФС были созданы методы для секвенирования отдельных молекул ДНК и для наблюдения за отдельными флуоресцентными молекулами в клетке с использованием флуоресцентной микроскопии сверхвысокого разрешения. С помощью современных методов одномолекулярной микроскопии удаётся не только определить положение отдельных молекул в клетке с точностью до нескольких десятков нанометров (что значительно превосходит возможности традиционной световой микроскопии), но и следить за их преобразованиями в реальном времени.

### Мультиплексность детекции
Существует большое количество флюорофоров, каждый из которых характеризуется определённым максимумом эмиссии (цветом флуоресценции). Это открывает возможность для мультиплексной детекции, то есть для наблюдения за несколькими объектами одновременно, если они закодированы флюорофорами с разными цветами эмиссии. Спектры эмиссии флюорофоров должны при этом не перекрываться. Если использовать флюорофоры с узкими спектрами, такие как квантовые точки, возможно наблюдать даже за пятью внутриклеточными целями одновременно.

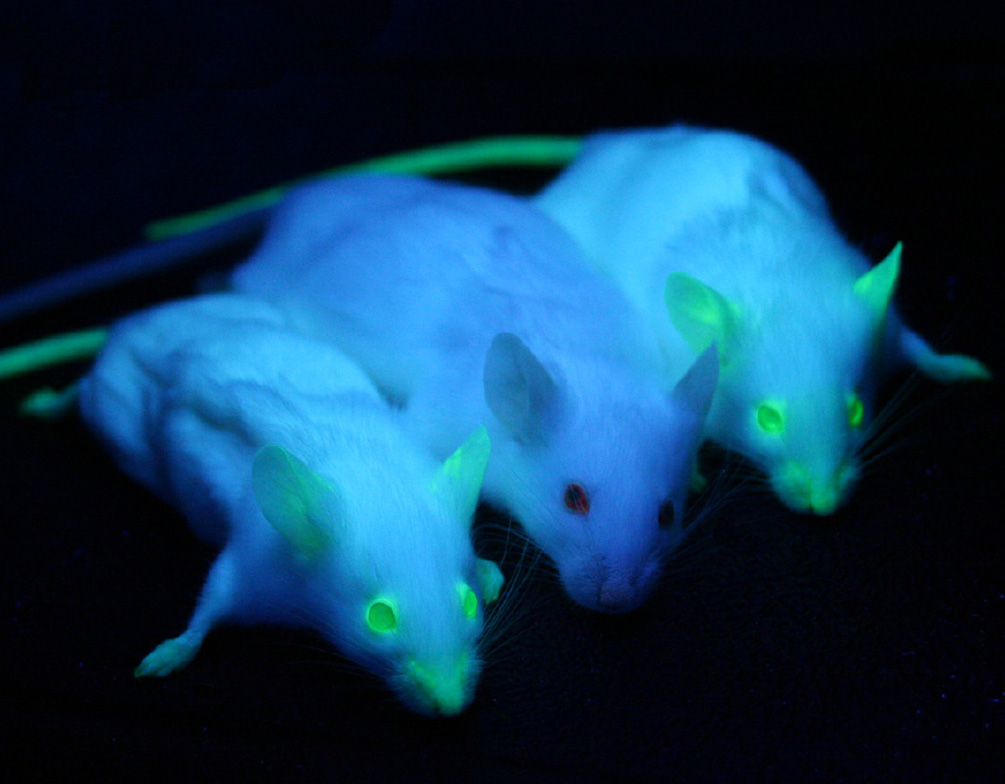
Трансгенные мыши, экспрессирующие ген усиленного зелёного флуоресцентного белка (eGFP)

### Совместимость с живыми организмами
Существует возможность проводить исследования с использованием флуоресценции на живых клетках и даже целых организмах. Видимый флуоресцентный свет не поглощается биологическими макромолекулами, водой и другими компонентами живых клеток и не влияет на процессы, происходящие в клетке.
За последние годы были разработаны многочисленные биосовместимые флюорофоры и флуоресцентные зонды. Среди них особенно выделяются флуоресцентные белки. Благодаря генной инженерии флуоресцентные белковые маркеры разных цветов могут быть присоединены к протеинам у различных лабораторных организмов (англ. fusion proteins). На фотографии справа изображены мыши, в геном которых был встроен ген eGFP — усиленного зелёного флуоресцентного белка.
При визуализации флуоресценции в живых тканях определённую проблему составляет поглощение света с короткими длинами волн. В связи с этим широкую популярность в качестве лабораторного организма получила данио-рерио — маленькая аквариумная рыбка, которая является полностью прозрачной для видимого света на первых этапах развития. Это делает её удобным модельным организмом для исследований с использованием флуоресцентных меток и зондов.

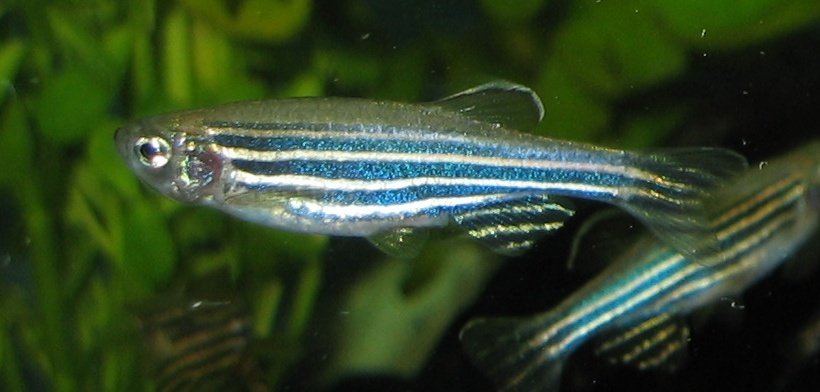
Данио-рерио — удобный модельный организм для исследований с использованием флуоресцентных меток и зондов

### Высокая скорость ответа
Флуоресценция является очень быстрым процессом, который происходит в наносекундной шкале времени (в случае отдельных комплексов металлов — в микросекундной). За секунду одна молекула флюорофора может излучить миллионы фотонов, каждый из которых содержит информацию об окружении, в котором находилась молекула непосредственно перед эмиссией. Благодаря этому флуоресценцию удобно использовать для исследования быстрых процессов, таких как сворачивание и динамика отдельных белковых молекул.

### Высокое пространственное разрешение
Пространственное разрешение метода указывает, на каком минимальном расстоянии должны находиться объекты для того, чтобы их можно было однозначно различить. Пространственное разрешение очень важно в исследованиях живых систем на микроскопическом уровне. Линейный размер отдельных клеточных структур, таких как, например, ядерные поры, может составлять десятки нанометров, что делает их недосягаемыми для классической оптической микроскопии.
Благодаря некоторым особенностям процесса флуоресценции, таким как, например, возможности управляемо избавляться от нежелательной эмиссии на определённых участках образца с помощью дополнительного облучения (англ. stimulated emission depletion,) в конце XX века были разработаны методы оптической микроскопии сверхвысокого разрешения (англ. super resolution microscopy).
Если для конфокальной флуоресцентной микроскопии максимально достижимое пространственное разрешение составляет около 200 нм, для методов микроскопии сверхвысокого разрешения (STED, PALM и т. д.) разрешающая способность достигает нескольких десятков нанометров.

## Флюорофоры
Способностью флуоресценции обладают далеко не все химические соединения. Например, из двадцати протеиногенных аминокислот флуоресцентными свойствами обладают всего три: фенилаланин, тирозин, и триптофан. Флуоресценция последнего широко используется для изучения конформаций, динамики и взаимодействий триптофансодержащих белков. Пуриновые и пиримидиновые азотистые основания, входящие в состав ДНК и РНК, почти не флуоресцируют при нормальных условиях.
Существует большое разнообразие искусственных флуоресцентных соединений с различными фотофизическими свойствами. Основными классами являются малые органические красители, координационные соединения лантаноидов, флуоресцентные белки и полупроводниковые нанокристаллы. Каждый класс имеет свои специфические особенности, преимущества и недостатки.

### Малые органические флюорофоры
Малые органические флюорофоры являются крупнейшим классом флуоресцентных соединений. В большинстве случаев это относительно небольшие органические вещества, содержащие несколько ароматических фрагментов. Молекулярная масса большинства органических флюорофоров меньше одного килодальтона.
Флуоресцентными свойствами обладает чрезвычайно большое количество органических соединений. Практическое значение имеет только ограниченное их количество, — производные нескольких базовых структур. Это производные кумарина, флуоресцеина, родамина, борфторидных комплексов дипирролилметена BODIPY, цианиновые и сквариновые красители.

Структурные формулы представителей основных классов флуоресцентных красителей: кумаринов (1), борфторидных комплексов дипирролилметена (BODIPY), 2), цианиновых красителей (3), флуоресцеинов (4), родаминов (5) и скваринов (6)

Цвет флуоресценции малых органических красителей может варьироваться в очень широких пределах. Так, например, производные кумарина и флуоресцеина имеют синюю и зелёную флуоресценцию соответственно. Производные родамина и BODIPY могут иметь жёлто-красную флуоресценцию, тогда как на базе цианинов и скваринов созданы красители, которые флуоресцируют в красном и ближнем инфракрасном цвете. Флуоресценцией красителя можно управлять, изменяя природу функциональных групп, присоединённые к флюорофору.

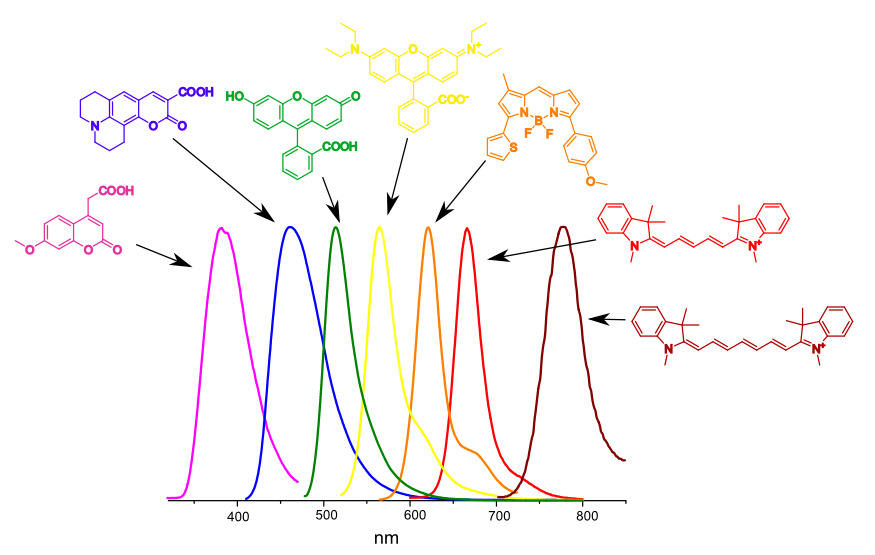
Флуоресцентные спектры красителей различного химического строения

Другой особенностью малых органических флюорофоров является то, что их флуоресценцию можно «включать» с помощью минимальных изменений в химической структуре. Это широко используется в создании флуоресцентных зондов на основе таких молекул. Примером является флуоресцеин, который может существовать в форме двух таутомеров: в нефлуоресцентной лактонной форме и флуоресцентной открытой форме.
Нефлуоресцентные соединения на основе «закрытой» формы способны превращаться во флуоресцентные под действием определённых химических веществ.

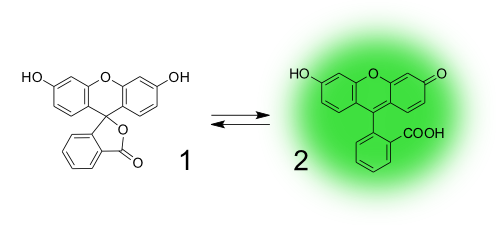
Преобразование лактонной формы флуоресцеина (1) в открытую (2)

Существуют химические методы для выключения и включения флуоресценции других флюорофоров. Подобные реагенты, которые увеличивают флуоресценцию в определённых условиях, называют «флуорогенными зондами».
Значительным преимуществом органических флюорофоров является возможность менять их фотофизические свойства с помощью варьирования функциональных групп. Другими преимуществами являются малый размер и возможность селективного ковалентного мечения биомолекул. Недостатками являются умеренные квантовые выходы флуоресценции, низкая яркость, низкая химическая стабильность и быстрое фотообесцвечивание под действием лазерного излучения.
Недавно разработаны новые поколения флуоресцентных красителей с улучшенными свойствами. В исследованиях новых флюорофоров используются современные методы органической химии, такие как комбинаторный органический синтез.

### Координационные соединения
Флуоресцентные свойства присущи некоторым катионам металлов из группы лантаноидов (Ln3+). За поглощение и излучение света этими атомами отвечают переходы электронов f-подуровня, которые в большинстве случаев являются квантовомеханически запрещёнными. Поэтому флуоресценция лантаноидов имеет определённые особенности, в частности очень длинные времена жизни возбуждённого состояния, которые на 3-4 порядка выше, чем времена жизни органических флюорофоров. Из-за наличия нескольких возможных электронных переходов с разными энергиями, в спектрах флуоресценции лантаноидов наблюдается набор отдельных полос, характерных для каждого элемента. Цвет эмиссии может варьироваться от голубого (Tm) до инфракрасного (Er). Обычно лантаноиды используют в форме комплексов с органическими лигандами, которые повышают эффективность возбуждения атомов металла (сенсибилизация).

### Флуоресцентные белки

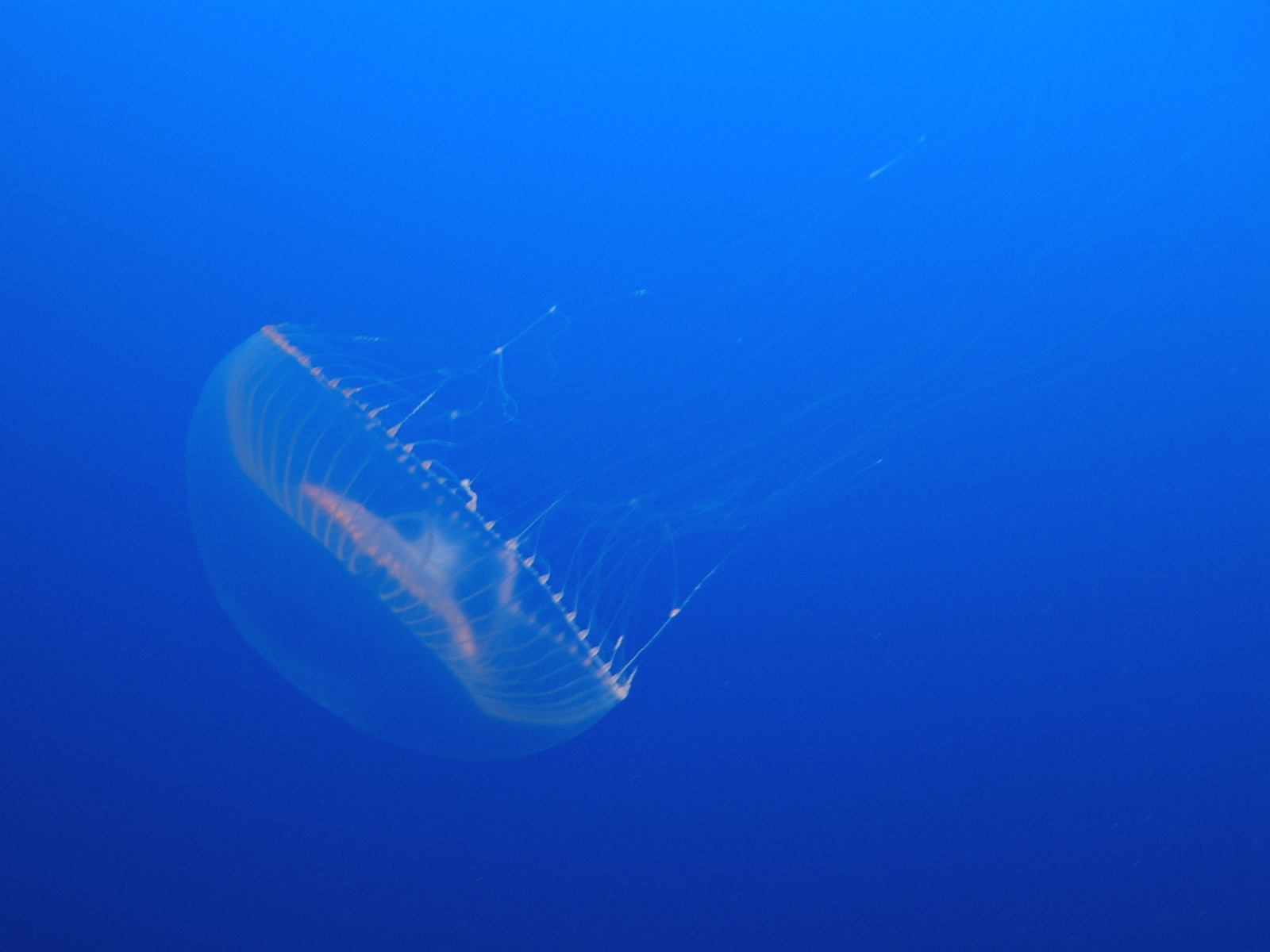
Медуза Aequorea victoria, из которой впервые был выделен зелёный флуоресцентный белок, родоначальник большого семейства флуоресцентных белков

Важной группой флюорофоров являются флуоресцентные белки. Первый представитель этого класса — зелёный флуоресцентный белок (ЗФБ) — был выделен из медузы Aequorea victoria в 1962 году. Это относительно небольшой белок с молекулярной массой 27 кДа, который поглощает синий свет и флуоресцирует зелёный.
В 1996-м году трёхмерная строение дикого ЗФБ и его мутантов было исследовано методом дифракции рентгеновских лучей. Было выяснено, что белок имеет структуру, подобную цилиндру, который образован несколькими бета-листами. В центре цилиндра расположен флюорофор, который образуется благодаря химической реакции между аминокислотными остатками серина, тирозина и глицина (аминокислоты 65-67).

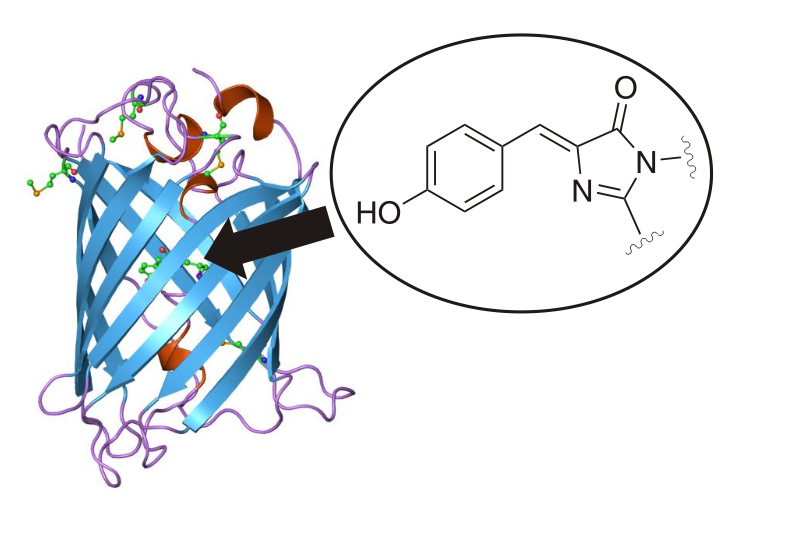
Трёхмерная структура молекулы зелёного флуоресцентного белка и структурная формула его флюорофора

Исследования показали, что сворачивание полипептидной цепи ЗФБ в цилиндрическую структуру и образование функционального флюорофора является спонтанным процессом и не требует никаких посттрансляционных модификаций или кофакторов, кроме молекулярного кислорода. Как следствие, благодаря методам генной инженерии ЗФБ можно успешно экспрессировать во многих организмах, которые в естественном состоянии не имеют флуоресцентных белков.

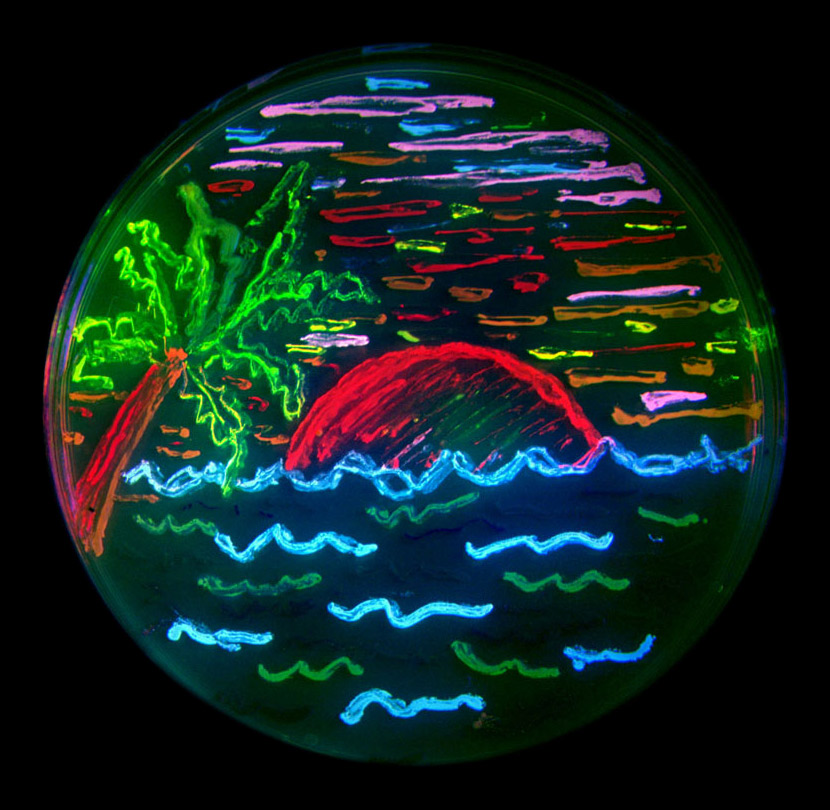
Чашка Петри с бактериями, экспрессирующими 8 различных флуоресцентных белков.

Также была разработана технология использования ЗФБ в качестве маркерного протеина, который можно присоединить к другому внутриклеточному белку. Если совместить ген ЗФБ с геном, кодирующим определённый белок, после транскрипции и трансляции образуется новый гибридный протеин, состоящий из двух частей. При этом ЗФБ-часть самостоятельно превратится в компактную цилиндрическую структуру с флюорофором внутри. Поскольку ЗФБ является относительно небольшим биохимически инертным белком, он с высокой вероятностью не будет мешать своему «партнёру» выполнять свои функции в клетке. Но при этом вся гибридная конструкция будет ярко флуоресцировать, что даст возможность наблюдать за её возникновением и перемещениями. Например, если ввести ген ЗФБ в гены, кодирующие белки цитоскелета, последний станет ярко флуоресцировать.
Заменой отдельных аминокислот в диком ЗФБ методом мутагенеза были получены флуоресцентные белки с улучшенными свойствами. Например, изменение отдельных аминокислот из окружения флюорофора дало мутанты с другими цветами флуоресценции (синим, жёлтым, красным и инфракрасным). Также удалось получить варианты ЗФБ с меньшим временем образования флуоресцентной формы (созреванием), с более высокими фотостойкостью и квантовыми выходами флуоресценции.
Разработаны фотоактивационные флуоресцентные белки (англ. photoswitchable fluorescent proteins), которые можно «включать» и «выключать» облучением светом определённого цвета.
На базе флуоресцентных белков были разработаны генетически программируемые флуоресцентные сенсоры. Кроме того, флуоресцентные белки нашли широкое применение во флуоресцентной спектроскопии сверхвысокого разрешения.
Революционное влияние флуоресцентных белков на современную биологию и биотехнологию было отмечено Нобелевской премией по химии 2008 года, которая была вручена Осаму Симомуре, Мартину Чалфи и Роджеру Тсиену.

### Флуоресцентные наночастицы и нанокластеры
Другой группой флуоресцентных соединений являются полупроводниковые нанокристаллы, или квантовые точки. При уменьшении физических размеров частиц полупроводника до нанометровых они начинают проявлять свойства, отличные от объёмных полупроводников. В частности, речь идёт о квантовых эффектах. При взаимодействии квантовой точки с электромагнитным излучением образуется экситон, который заперт в потенциальной яме. Рекомбинация экситона приводит к высвобождению энергии. Благодаря этому частицы нанометровых размеров, образованные из таких полупроводниковых веществ, как селенид кадмия (CdSe), способны поглощать свет и флуоресцировать.

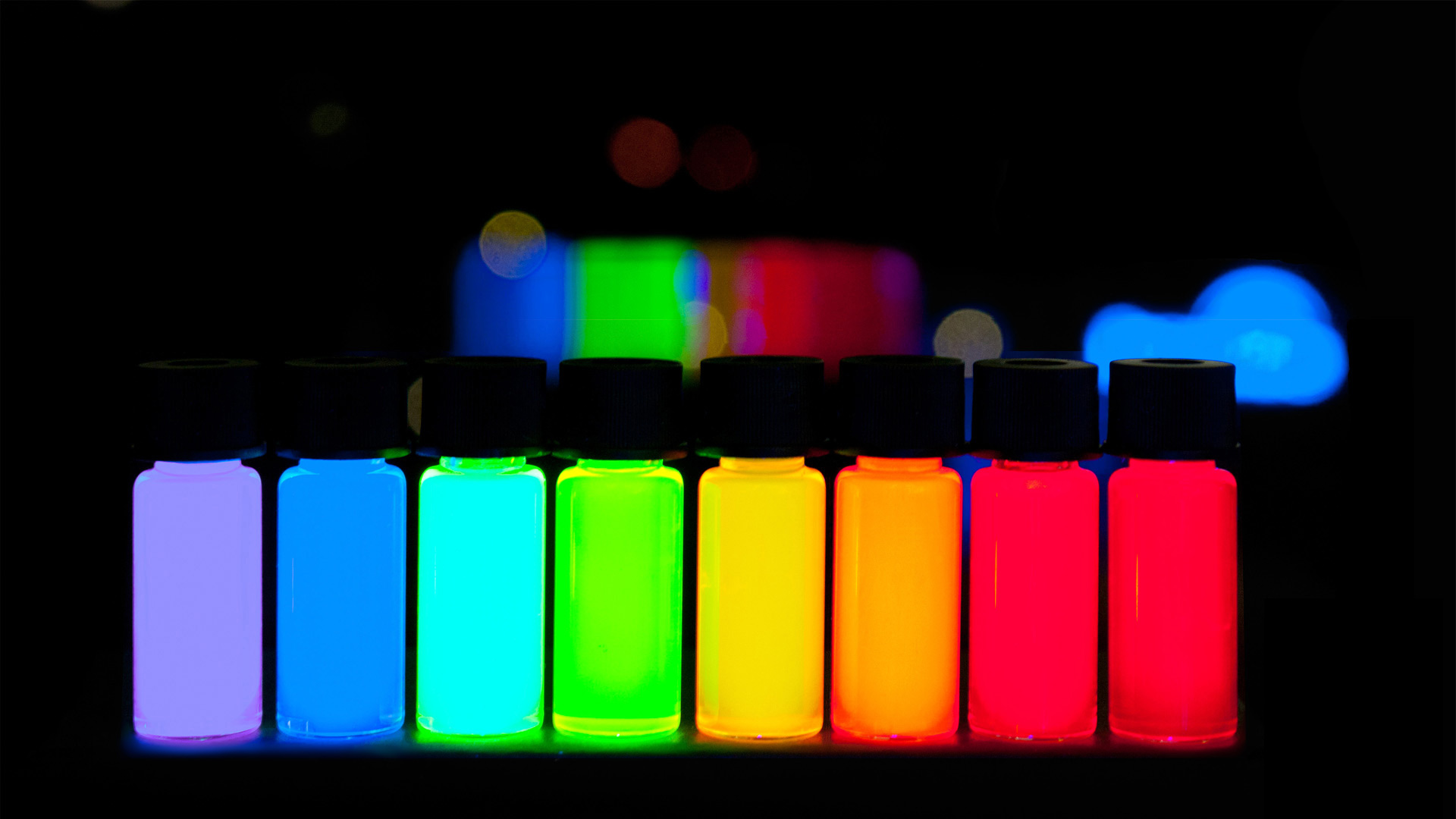
Суспензии флуоресцентных квантовых точек различных размеров. Диаметр частиц увеличивается слева направо.

Из-за различия в химическом строении и природе основного и возбуждённого электронного состояния, фотофизические свойства квантовых точек отличаются от свойств органических флюорофоров и флуоресцентных белков. Во-первых, квантовые точки дают узкий и симметричный спектр эмиссии, положение максимума которого зависит от диаметра квантовой точки и материала, из которого она образована. Если варьировать концентрацию реагентов при синтезе, можно добиться формирования квантовых точек преимущественно одного диаметра, которые будут иметь свой специфический цвет флуоресценции. Так, например, для CdSe изменение размера ядра от 13 до 24 нанометров приводит к изменению флуоресценции от голубой (λem = 500 нм) до красной (λem = 610 нм). Важным является то, что вид спектра возбуждения флуоресценции не зависит от диаметра; это означает, что можно добиться одновременного возбуждения различных типов квантовых точек, используя лишь одну волну возбуждения, что очень удобно для использования во флуоресцентной микроскопии.
Другими преимуществами квантовых точек над органическими флуоресцентными красителями являются высокие квантовые выходы флуоресценции и высокая устойчивость к фотообесцвечиванию.
В то же время квантовые точки имеют и ряд недостатков. Во-первых, это большие физические размеры, превышающие величину большинства биологических молекул. Во-вторых, материалы, из которых изготавливаются квантовые точки (Cd, Pb, Se, Hg), очень токсичны для живых клеток и организмов. Для уменьшения токсичности применяется многоступенчатый дизайн квантовых точек. Полупроводниковое ядро (англ. core) покрывается двойной защитной оболочкой из родственного материала (для селенида кадмия таким материалом является сульфид цинка) и гидрофильной полимерной оболочкой, которая увеличивает растворимость квантовой точки в водной среде и даёт возможность химически привязывать к поверхности другие молекулы.
Квантовые точки широко используются во флуоресцентной микроскопии и молекулярной диагностике in vitro; также разрабатываются методы для использования их в молекулярном имиджинге и диагностике in vivo.
Кроме квантовых точек, существуют другие флуоресцентные частицы нанометровых размеров. Примером являются кремниевые наночастицы с ковалентно привязанными к поверхности органическими красителями, которые имеют существенно более низкую токсичность по сравнению с квантовыми точками. Известны также наночастицы, образованные из полимерных органических соединений. Другим примером являются золотые и серебряные нанокластеры, синтезированные на матрице с ДНК, которые демонстрируют флуоресцентные свойства, состоя при этом всего из нескольких атомов металла.

## Флуоресцентные зонды и метки
Флуоресцентные вещества, применяемые в биологии, можно условно разделить на две большие группы: флуоресцентные зонды и флуоресцентные метки:
- Флуоресцентные метки служат для того, чтобы идентифицировать наличие или пространственное положение исследуемой молекулы. Флуоресцентная метка должна быть химически стабильной и демонстрировать стабильную флуоресценцию, которая не зависит от внешних факторов и минимально меняется во времени. Таким образом, она действует как пассивный «маяк», который сигнализирует о месте нахождения молекулы, к которой привязана.
- Флуоресцентный зонд является более сложным по своим функциям. Это молекулярная конструкция, которая может существовать в двух состояниях: «выключенном» и «включённом». Эти состояния различаются между собой определёнными параметрами флуоресцентной эмиссии (чаще всего квантовым выходом флуоресценции, позицией максимума в спектре эмиссии или временем жизни возбуждённого состояния). Переход между «включён» и «выключен» состояниями зависит от наличия в среде зонда тех молекул, которые он должен распознавать.

### Флуоресцентные метки
Наиболее распространёнными флуоресцентными метками в клеточной и молекулярной биологии являются флуоресцентные белки. Мечение зелёным флуоресцентным белком и его аналогами является рутинной процедурой, используемой при изучении структуры и функций белков в различных модельных организмах.
В наше время благодаря сочетанию технологий селективного ЗФБ-мечения белков, высокопроизводительной автоматической микроскопии и компьютерного анализа изображений возможно параллельное изучение локализации и функций сотен различных белков.
Флуоресцентные белки невозможно напрямую использовать для ковалентного мечения нуклеиновых кислот. Для того чтобы исследовать ДНК и РНК с помощью флуоресцентных протеиновых маркеров, используют следующий приём. В цепь нуклеиновой кислоты вводят последовательность, с которой селективно связывается определённый протеин (репрессор, фактор транскрипции и т. д.). Сам протеин метят нужным флуоресцентным белком. Флуоресцентно-маркированные родственные белки ДНК и РНК связываются со своими мишенями, показывая их пространственную локализацию. Практическими реализациями этой стратегии является визуализация ДНК в эукариотических клетках с помощью ЗФБ лактозного репрессора (англ. GFP-lac repressor) для визуализации РНК с помощью λN системы.

### Флуоресцентные зонды
Согласно своему названию, флуоресцентный зонд имеет целью передавать исследователю информацию о среде, в которой он находится. Флуоресцентным зондом называется молекулярная конструкция, которая изменяет один из параметров флуоресценции (интенсивность, время жизни, максимум спектра флуоресценции), когда связывается со своей мишенью. Флуоресцентные зонды являются удобным инструментом для визуализации и квантификации распределения химических веществ, например сигнальных молекул в клетках.

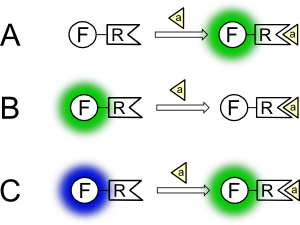
Возможный ответ флуоресцентного зонда на связывание с аналитом

Флуоресцентный зонд состоит из двух основных компонентов: 1) рецептора, который связывается с молекулой, которую надо обозначить (в аналитической химии её называют аналитом); 2) флюорофора, который реагирует на изменение окружения, меняя флуоресценцию. Существует большое количество механизмов, которые способны трансформировать связывание между рецептором и аналитом в изменение флуоресцентного сигнала. Например, при связывании рецептора с аналитом может варьироваться конформация молекулы, что приводит к удлинению или сокращению системы сопряжённых π-связей. Изменение конформации молекулы может влиять на расстояние между ФРПЭ-парой, что также приведёт к заметным изменениям во флуоресценции. Образование новых координационных связей между рецептором и аналитом может активировать/блокировать перенос электрона в возбуждённом состоянии (англ. photoinduced electron transfer), что является одним из механизмов тушения флуоресценции. Существуют также другие механизмы.
Флуоресцентный зонд может по-разному изменять флуоресценцию при связывании с аналитом, что схематично показано на рисунке: флуоресценция может расти (случай А), угасать (В) или полностью изменить один из параметров, например, цвет (случай С).
Примерами для первого случая (рост флуоресценции в присутствии аналита) являются многочисленные производные флуоресцеина и родамина в закрытой лактонной форме. Раскрытие лактонов с образованием открытой флуоресцентной формы при реакции с такими веществами, как перекись водорода, сероводород или оксид азота (NO) является методом выявления этих биологически важных молекул в живых организмах. Примером для второго случая (уменьшение флуоресценции при взаимодействии с аналитом) являются флуоресцентные зонды на хлорид-ионы: флуоресценция многих производных хинолина уменьшается в присутствии ионов хлора. Наконец, примером для третьего случая является Fura-2, один из первых ратиометрических зондов для ионов кальция, который меняет цвет флуоресценции при изменении концентрации ионов Ca2+ в среде.
В некоторых случаях флуоресцентный зонд реагирует не на присутствие какого-то отдельного химического вещества, а изменение физических параметров среды, в которой он находится (температура, полярность, вязкость). Важным примером являются сольватохромные флуоресцентные красители — соединения, меняющие цвет флуоресценции в зависимости от полярности окружения. Сольватохромные флуоресцентные красители стали важным инструментом исследования липидного состава и фазовых переходов в липидных мембранах клеток. Другая группа соединений, которую называют флуоресцентными молекулярными роторами, меняет интенсивность флуоресценции в зависимости от вязкости среды. Интенсивность флуоресценции очень низка в обычных растворителях, тогда как при высоких значениях динамической вязкости среды интенсивность флуоресценции возрастает в десятки раз. С помощью флуоресцентных молекулярных роторов и конфокальной флуоресцентной микроскопии стало возможным исследовать вязкость среды внутри живых клеток. В течение последних лет флуоресцентные зонды стали незаменимыми средствами исследования живых клеток, обогатив клеточную биологию новыми быстрыми и точными методами количественного анализа.

## Примеры использования флуоресценции

### Секвенирование ДНК
Секвенированием называют определение последовательности нуклеотидов в цепи нуклеиновой кислоты. Первые методы секвенирования были разработаны в 1970-х годах XX столетия. Ими были метод химической деградации Максама — Гилберта и метод, базирующийся на использовании дидезокситерминаторов по Сенгеру. Суть последнего состояла в энзиматическом удлинении праймера (короткого олигонуклеотида-затравки известной структуры) на молекуле ДНК неизвестной последовательности в присутствии специальных химически-модифицированных нуклеозидов — дидезокситерминаторов. Они похожи на обычные нуклеозид-трифосфаты, которые являются исходными соединениями для синтеза ДНК в организме, но отличаются от них отсутствием 3'-гидроксильной группы. Эти химические соединения могут инкорпорироваться в последовательность ДНК, которая синтезируется ДНК-полимеразой. Но после инкорпорации дидезокситерминатора синтез обрывается из-за отсутствия свободного 3'-гидроксила для образования нового фосфодиэстерной связи с последующим нуклеозидом.
В оригинальном методе Сэнгера использовалось энзиматическое удлинение праймера, меченного радиоактивным изотопом (32Р на 5’гидроксильной группе) в четырёх разных пробирках. К каждой из них добавлялся небольшой процент одного определённого дидезокситерминатора. Из-за этого синтез в каждой пробирке обрывался в определённый момент, но всегда на позиции того нуклеотида, который был в форме дидезокситерминатора. Кроме использования радиоактивных изотопов, другим недостатком этого метода было большое количество операций, необходимое для обнаружения и считывания радиоактивного сигнала, а также необходимость использования четырёх дорожек для каждого анализа, потому что невозможно было различить разные терминированные фрагменты только по их радиоактивности.

Флуоресцентные дидезокситерминаторы для автоматического секвенирования по Сенгеру

Метод секвенирования с дидезокситерминаторами был существенно усовершенствован, когда радиоактивное мечение праймера было заменено на флуоресцентное мечение терминальных нуклеотидов. На рисунке показана структура дидезоксинуклеозид-трифосфатов, которые содержат флуоресцентные красители, привязанные ковалентными связями к азотистым основаниям. Было обнаружено, что такие модификации азотистых оснований минимально влияют на распознавание трифосфатов ДНК-полимеразами, поэтому они могут встраиваться в синтезированную ДНК наряду с обычными дНТФ. В случае с флуоресцентными дидезокситерминаторами при терминации синтеза ДНК происходит её флуоресцентное мечение. Использование флуоресцентных красителей четырёх цветов для кодирования каждого из природных нуклеозидов позволило проводить синтез в одной пробирке и разделение на одной дорожке геля. Более того, флуоресцентная детекция оказалась более чувствительной и быстрой по сравнению с радиоактивной, позволяя проводить определение нуклеотидов в реальном времени.
В результате в конце 1980-х удалось разработать автоматические системы для секвенирования ДНК с разделением терминированных фрагментов в капиллярном варианте гель-электрофореза и с детекцией каждой «буквы» в последовательности по её специфическому цвету флуоресценции.
Хотя именно благодаря этому методу была расшифрована значительная часть ДНК человека, секвенирование по Сангеру уже не актуально из-за существования более быстрых, дешёвых и эффективных методов новых поколений. Многие из них также базируются на флуоресцентной детекции. Например, секвенирование с помощью синтеза (англ. sequencing by synthesis) также использует кодировку четырьмя разными цветами флуоресценции для каждой из четырёх букв генетического кода.

### Гибридизация ДНК

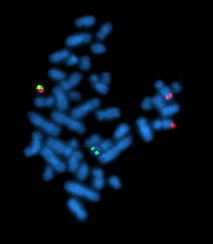
флуоресцентная гибридизация in situ между метафазными хромосомами и двумя ДНК-зондами, мечеными красным и зелёным цветами. Колокализация целевых фрагментов наблюдается в местах, которые флуоресцируют жёлтым

Молекулы ДНК состоят из двух цепей полинуклеотидов, которые комплементарны друг другу. Азотистые основания двух цепей образуют пары, которые стабилизированы водородными связями. Характерной чертой нуклеиновых кислот является способность к молекулярному узнаванию, благодаря которой одноцепные фрагменты ДНК имеют сродство с комплементарными фрагментами.
На основе явления гибридизации были созданы методы анализа последовательностей нуклеиновых кислот с использованием синтетических флуоресцентно-меченых олигонуклеотидов.
Одним из них является флюоресцентная гибридизация in situ (англ. fluorescent in-situ hybridization, FISH), которая используется для выявления точной локализации определённых последовательностей ДНК на метафазных хромосомах. Во флуоресцентной гибридизации in situ используют синтетические олигонуклеотиды-зонды. Каждая последовательность-зонд ковалентно соединена с флюорофором определённого цвета. Такие зонды вводятся в клетки, после чего остаются на определённое время, для того чтобы состоялась гибридизация между зондами и комплементарными регионами хромосомной ДНК. Зонды, которые не гибридизировались, удаляются промыванием, после чего характерная окраска хромосом изучается с помощью флуоресцентной микроскопии.
Кроме локализации единичных генов на хромосомах, FISH позволяет исследовать колокализацию фрагментов ДНК. Благодаря этому метод полезен для цитологии и генетики. Так, если использовать для гибридизации с хромосомной ДНК два зонда, меченных красным и зелёным флюорофорами, места колокализации этих последовательностей на хромосомах будут выглядеть как жёлтые точки.
Часто стоит задача определить, содержится ли последовательность ДНК нужной структуры в растворе, например в клеточном экстракте или в смеси продуктов полимеразной цепной реакции. Флюоресцентная гибридизация in situ для этого непригодна, потому что при связывании меченой ДНК с мишенью не произойдет изменения флуоресценции, а отделить связанный и несвязанный зонд, как в случае с хромосомами, невозможно из-за их одинаковой растворимости и других физико-химических свойств.

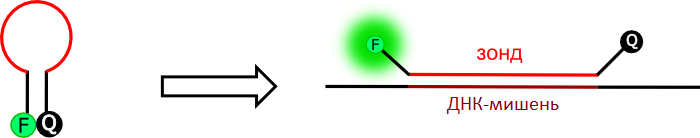
«Молекулярный маяк». Переход закрытой нефлуоресцентной формы (слева) в открытую флуоресцентную (справа) происходит в присутствии ДНК-мишени. F = флюорофор; Q = гасители флуоресценции

Элегантный метод для решения этой задачи был найден в 1996-м году и получил название «молекулярные маяки» (англ. molecular beacons probes, MB-зонды, рус. ММ-зонды). Структура и принцип работы ММ-зондов изображены на рисунке.
ММ-зонд является одноцепочечным фрагментом ДНК, состоящим из двух участков: петли (на рис. красная) и основы (чёрная). Последовательность нуклеотидов в петле выбирается таким образом, чтобы быть комплементарным той последовательности, которую надо обозначить (мишени). Две части основы комплементарны друг другу, и поэтому образуют стабильную структуру при отсутствии мишени. Конечные гидроксильные группы одноцепочечной ДНК ковалентно модифицируются флюорофором (F) с одной стороны и гасителем флуоресценции (Q) с другой. При отсутствии мишени зонд находится в закрытом состоянии: флюорофор и гасители находятся друг возле друга, из-за чего флуоресценция «выключена». В присутствии ДНК-мишени может образовываться гибридная структура, в которой центральная петля комплементарна мишени, поэтому ММ-зонд «раскрывается». В таком состоянии концы, которые изначально образовывали основу зонда, оказываются разнесены на значительное расстояние в пространстве. Соответственно в таком состоянии гасители не могут эффективно гасить флюорофор, что приводит к значительному росту интенсивности флуоресценции.
Оригинальный метод обозначения ДНК с помощью ММ-зондов претерпел многочисленные усовершенствования. Например, существуют модификации, которые базируются на использовании резонансного переноса энергии. Вместо пары «флюорофор-гасители» концы одноцепочечного ДНК-зонда метят двумя флюорофорами, которые образуют ФРПЭ-пару; за счёт этого наличие ДНК-мишени можно определять по исчезновению флуоресценции акцептора и росту флуоресценции донора.
Важной областью применения ММ-зондов стала количественная полимеразная цепная реакция (ПЦР). ММ-зонд, комплементарный центральному региону последовательности, которая амплифицируется, добавляют в реакционную смесь до начала реакции. После старта реакции интенсивность флуоресценции измеряется на каждом цикле амплификации. Если в результате ПЦР амплифицируется фрагмент, комплементарный зонду, интенсивность флуоресценции растёт пропорционально концентрации продукта в смеси. Благодаря этому возможно оценить количество исходной ДНК, которое было в начале амплификации. Более того, возможно наблюдать за амплификацией нескольких вариантов последовательности ДНК в одной смеси, если использовать комбинацию ММ-зондов, закодированных разными цветами флуоресценции. Этот приём нашёл использование в генетическом анализе для идентификации различных аллелей одного гена.
Во флуоресцентной микроскопии ММ-зонды используются для изучения уровня экспрессии генов путём визуализации мРНК в цитоплазме. Когда определённый ген начинает транскрибироваться, в цитоплазме растёт концентрация соответствующей мРНК. Если синтезировать ММ-зонд с петлей, которая комплементарна участку мРНК, такой зонд будет гибридизироваться с ней, увеличивая при этом интенсивность своей флуоресценции. За счёт этого можно узнать локализацию соответствующей мРНК в клетке и оценить уровень экспрессии по росту флуоресценции.

### Микромассивы ДНК
В организмах высших эукариот содержатся тысячи генов, совокупная работа которых определяет фенотип организма. Для быстрого одновременного исследования большого количества генов была разработана технология микромассивов ДНК.
Микромассив ДНК представляет собой твёрдую поверхность, на которую нанесено большое количество индивидуальных олигонуклеотидов. Каждый элемент массива на поверхности содержит ДНК одного определённого строения, которое программируется при создании массива. Одним из методов создания ДНК-микромассивов является химический твердофазный синтез ДНК с использованием фотоактивных защитных групп.

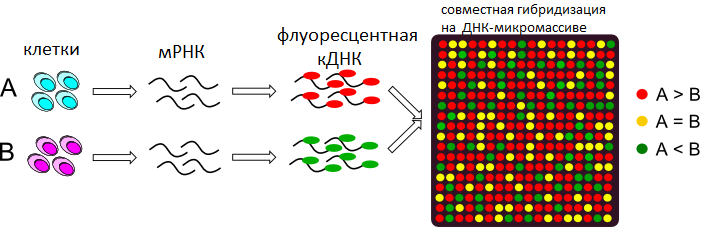
ДНК-микромассив

Эта технология оказалась удобной для анализа уровня экспрессии генов в клетках. Для этого нужен ДНК-микромассив, содержащий набор олигонуклеотидных маркеров, специфических для каждого из генов, которые нужно исследовать. Для того, чтобы сравнить уровень экспрессии в двух образцах, контрольном и исследуемом, проводят следующие операции.
Клетки обоих образцов обрабатывают специальными химическими реагентами и экстрагируют матричную РНК, которая содержится в цитоплазме. РНК каждого образца инкубируют в присутствии обратной траскриптазы и флуоресцентных маркеров определённого цвета, в результате чего образуются флуоресцентно-меченые молекулы кДНК. Так, например, на рисунке, кДНК образца А была помечена красным флюорофором, а кДНК образец В — зелёным. После этого образцы смешивают и гибридизируют на микромассиве. В результате молекулы кДНК гибридизируются в ячейке, которая соответствует их гену. Анализ цвета флуоресценции в каждой ячейке показывает разницу в уровне экспрессии соответствующего гена в обоих образцах. Если ячейка имеет красный цвет, это значит что при гибридизации раствора на микромассиве в нём содержалось больше кДНК из клеток, А, следовательно уровень экспрессии гена в клетках А был более высоким. Если ячейка имеет зелёный цвет, значит уровень экспрессии был выше в клетках В. Наконец, жёлтый цвет свидетельствует о том, что клетки содержали одинаковое количество мРНК, следовательно уровень экспрессии этого гена у них был одинаковый.

## Флуоресцентная микроскопия

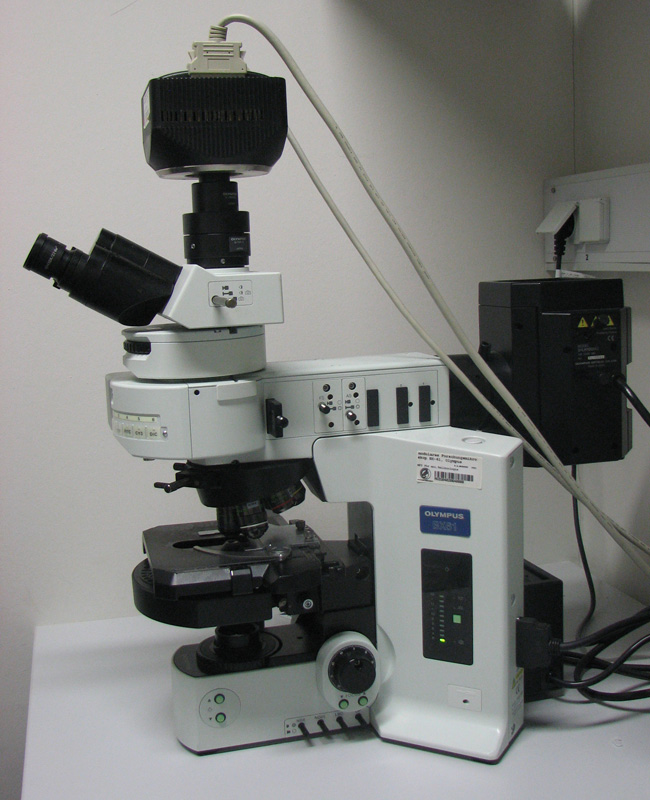
Общий вид флуоресцентного микроскопа «Олимпус» Бэ-Икс 61

### Методы флуоресцентной окраски клеток

#### Низкомолекулярные органические флуоресцентные красители для клеточных органелл
Некоторые низкомолекулярные органические красители проявляют аффинность к определённым биомолекулам или целым клеточным органеллам. Это явление используется для селективной мультицветной окраски клеток во флуоресцентной микроскопии. Отдельные примеры красителей приведены в таблице.
| Название                         | Структурная формула | Цвет флуоресценции | Что окрашивает                                   |
| -------------------------------- | ------------------- | ------------------ | ------------------------------------------------ |
| DAPI 4',6-диамидино-2-фенилиндол |                     | синий              | ядерная ДНК                                      |
| Hoechst 33342                    |                     | синий              | ядерная ДНК                                      |
| Нил красный (Nile Red)           |                     | красный            | липофильные элементы клеток (мембраны, липосомы) |
| MitoRed                          |                     | красный            | митохондрии                                      |

Одним из наиболее распространённых красителей для ядерной ДНК является 4',6-диамидино-2-фенилиндол, DAPI. Он способен селективно связываться с ДНК на А-Т обогащённых участках, демонстрируя яркую синюю флуоресценцию с максимумом на 461 нм. Способность окрашивать хромосомную ДНК демонстрируют такие соединения, как Hoechst 33342, а также некоторые цианиновые красители. Существуют также флуоресцентные красители, которые преимущественно окрашивают G-квадруплексы.
Митохондрии обладают большим отрицательным мембранным потенциалом (около −180 mV), за счёт чего могут селективно окрашиваться катионными флуоресцентными красителями, такими как MitoRed.

#### Иммунофлуоресцентное окрашивание

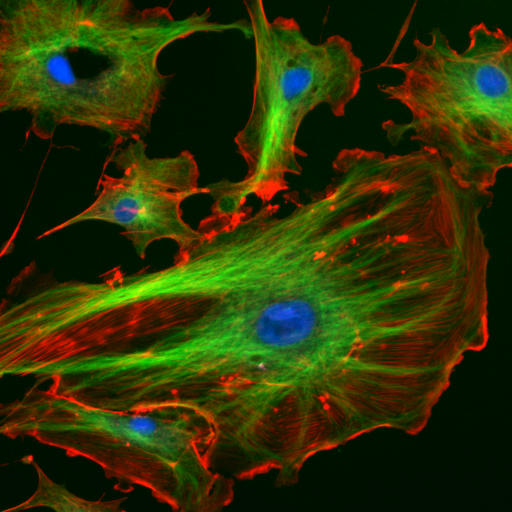
Окраска клеток с использованием органического красителя (синий цвет — окраска ядра DAPI) и иммунофлуоресцентной окраски (зелёный цвет — антитела к микротрубочкам, меченые флуоресцеином)

Существенным недостатком использования малых органических соединений в качестве флуоресцентных красителей является низкая селективность мечения клеточных компонентов. Например, соединения, которые связываются с хромосомной ДНК, могут в той или иной степени окрашивать другие нуклеиновые кислоты, содержащиеся в клетке; липофильные красители, окрашивающие липидные мембраны, могут также связываться с гидрофобными сайтами белков.
Селективного флуоресцентного мечения внутриклеточных структур можно достичь с помощью иммунофлуоресцентного окрашивания клеток. Этот метод сочетает селективность традиционных методов иммуноокраски с чувствительностью флуоресцентной детекции.
Как и классическая иммуноокраска, этот метод базируется на использовании антител. Антитела — это белковые молекулы, которые с высокой афинностю и селективностью связываются со своими мишенями. Каждое антитело распознаёт свой определённый антиген.
При иммунофлуоресцентной окраске используют сразу два типа антител. Первичное антитело связывается непосредственно с объектом окраски. После этого вторичное антитело, которое ковалентно модифицировано молекулой флюорофора, связывается с первичным антителом. Таким образом, мишень, которая будет нести антиген, окрасится за счёт образования комплекса с двумя антителами.
Использование двух антител, первичного и вторичного, необходимо для обеспечения гибкости метода, то есть ради возможности варьировать окраски различных мишеней без необходимости получения и химической модификации новых антител.
Недостатком иммунофлуоресцентной покраски является низкая проницаемость антител сквозь клеточные мембраны. Вследствие этого данный метод чаще всего используется для окраски фиксированных клеток.

#### Автофлуоресцентные белки
Генетически запрограммированные автофлуоресцентные белки, созданные на базе зелёного флуоресцентного белка (ЗФБ) и его аналогов, являются незаменимыми флуоресцентными маркерами клеточной и молекулярной биологии.
Преимуществами автофлуоресцентных белков является возможность их визуализации в клетке без введения каких-либо дополнительных красителей или химических реагентов. Генетическое мечение клеточных белков флуоресцентными белковыми маркерами можно реализовать, не меняя конформацию и биохимические свойства маркированного белка. Вследствие чего маркировка белков ЗФБ используется для изучения уровня экспрессии белков в клетках.
Кроме пассивных флуоресцентных маркеров, которые просто сигнализируют о наличии и локализации белка, к которому они привязаны, на базе ЗФБ были созданы флуоресцентные зонды, которые меняют флуоресценцию в зависимости от концентрации ионов, сигнальных молекул и других факторов среды, в которой они находятся.
В 2019 году сконструирован новый флуоресцентный белок CagFbFP, характеризующийся малым размером (он состоит из 107 аминокислот и имеет молекулярную массу 11,6 кДа) и термостабильностью (не меняет свойств до +68°С). Этот белок, благодаря его стабильности и простоте кристаллизации, является перспективной моделью для структурных исследований в качестве маркера для сверхточной флуоресцентной микроскопии высокого разрешения при исследовании злокачественных опухолей. Прототипом для синтеза нового флуоресцентного белка послужила термофильная бактерия Chloroflexus aggregans, найденная в горячих источниках острова Хонсю, обитающая в очень горячей воде с минимальными следами кислорода.

### Флуоресцентный микроскоп

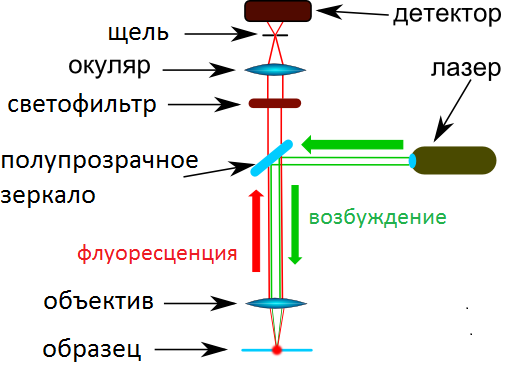
Упрощённая схема сканирующего конфокального эпифлуоресцентного микроскопа. Зелёные линии показывают путь возбуждающего света. Красные линии показывают путь флуоресцентного света

Для флуоресцентной микроскопии необходимы микроскопы специальной конструкции. Сильно упрощённая схема такого микроскопа (а именно схема растрового конфокального эпифлуоресцентного микроскопа) показана на рисунке. Он имеет следующие особенности строения:
- В качестве источников света используются лазеры или комбинация обычных источников света и монохроматоров. Это позволяет селективно облучать образец светом определённой длины волны для возбуждения флюорофоров одного типа.
- Использование полупрозрачного зеркала упрощает конструкцию, позволяя использовать один и тот же оптический путь для возбуждающего (зёленые линии на рисунке) и флуоресцентного (красные линии) света. В отличие от классической микроскопии, в которой облучается весь образец одновременно, такие эпифлуоресцентные микроскопы направляют возбуждающий свет только на тот участок препарата, которая находится непосредственно в поле зрения. Все остальные части изображения остаются в темноте. Это позволяет минимизировать фотообесцвечивание неустойчивых флюорофоров и уменьшает фототоксические эффекты.
- Качество изображений существенно улучшается при использовании конфокальных флуоресцентных микроскопов. В таких микроскопах на пути флуоресцентного света устанавливается щель, через которую удаётся наблюдать флуоресценцию только от той части образца, которая находится в фокусе изображения. С помощью конфокальных флуоресцентных микроскопов можно изменять глубину проникновения в клетку, наблюдая за отдельными её «срезами» (физически клетка остаётся целой). Это также позволяет сделать трёхмерную реконструкцию клетки, накопив достаточное количество оптических «срезов».
- Использование фотомультипликатора в качестве детектора позволяет детектировать отдельные фотоны, что значительно повышает чувствительность метода.
- В растровом флуоресцентном микроскопе изображение создаётся компьютером после сканирования образца. Свет лазера поочередно направляется в каждую точку изображения; при этом программное обеспечение микроскопа записывает интенсивность флуоресценции и соотносит её с координатами точки, из которой она была получена. После сканирования всех точек в поле зрения изображение реконструируется на экране компьютера.

Кроме растровых конфокальных микроскопов существуют другие типы этих приборов.

### Флуоресцентная микроскопия сверхвысокого разрешения

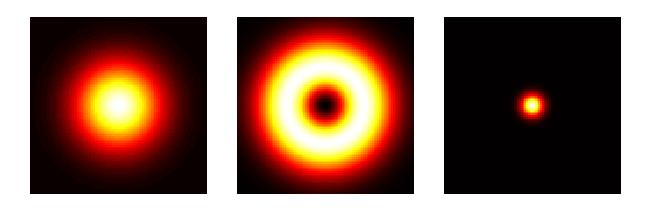
Слева направо: 1) двумерная проекция возбуждающего лазерного импульса; 2) двумерная проекция STED импульса; 3) Зона возбуждения после наложения STED и возбуждающего импульсов

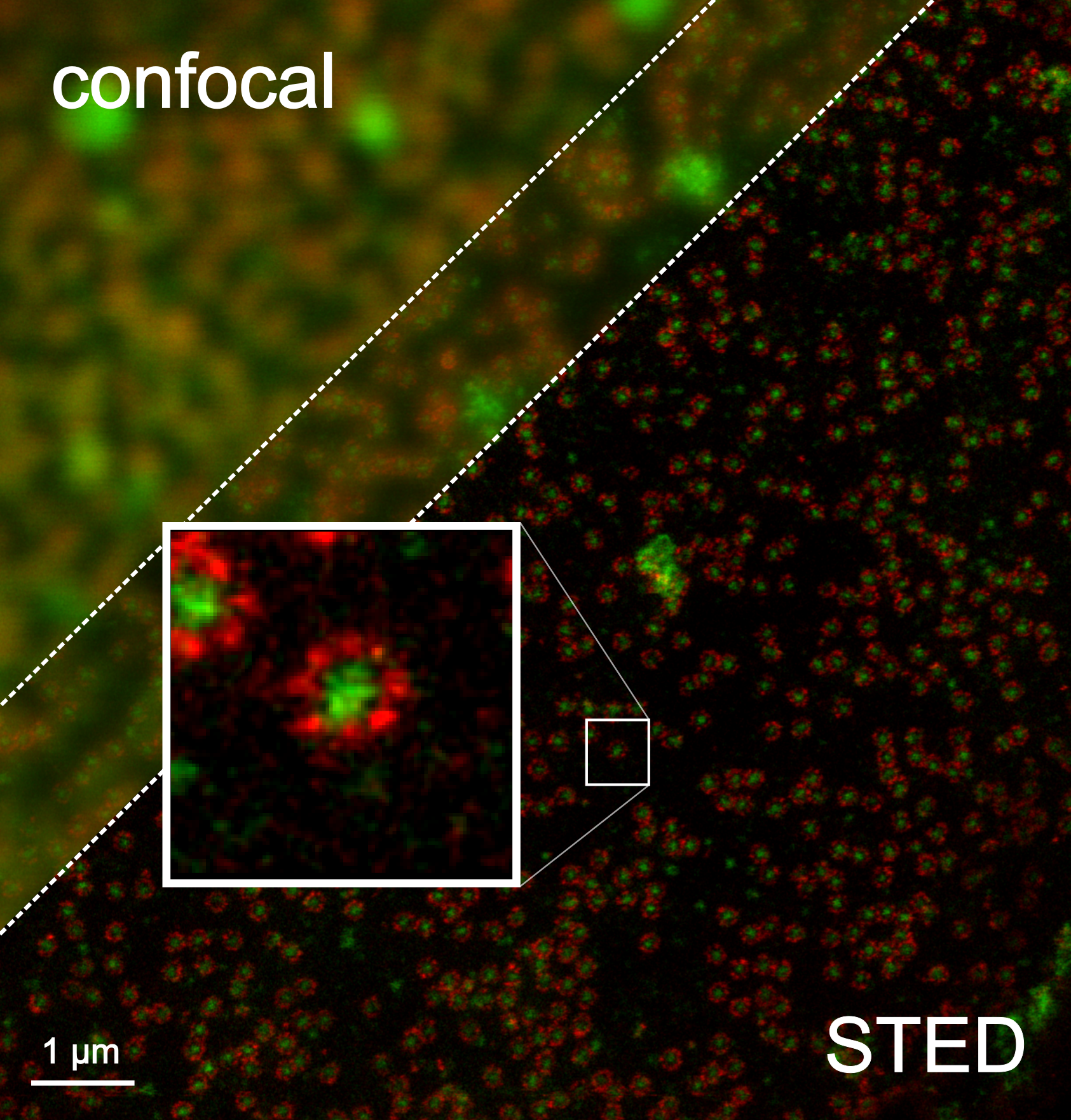
Сравнение разрешающей способности обычной конфокальной (левый верхний угол) и STED-микроскопии (правый нижний угол)

В растровом флуоресцентном конфокальном микроскопе изображение создаётся последовательным перемещением луча лазера от точки к точке кадра, регистрацией флуоресценции и последующей реконструкцией изображения на компьютере. Как оказалось, этот метод имеет некоторые недостатки. Явление дифракции накладывает определённые физические ограничения на минимальный размер сфокусированного лазерного луча, а следовательно, и на максимальное пространственное разрешение метода.
Впоследствии выяснилось, что этот дифракционный барьер может быть преодолён многими различными методами, что открывало возможности для оптической флуоресцентной микроскопии сверхвысокого разрешения.
Одним из первых способов стала STED-микроскопия (микроскопия на основе подавления спонтанного испускания). В основе этого метода лежит взаимодействие флюорофоров, возбуждённых обычным лазерным импульсом, с последующим STED-импульсом. Если возбуждённые молекулы флюорофора облучить электромагнитным импульсом, который по энергии соответствует ожидаемой энергии флуоресценции, происходит принудительное подавление эмиссии. Флюорофоры, которые попали под STED-импульс, не могут флуоресцировать. Если варьировать фазы возбуждающего и STED-импульсов, можно получить различную их локализацию в пространстве. Так, рисунок справа показывает проекцию начального лазерного импульса, форму STED-импульса, и участок, содержащий возбуждённые флюорофоры после наложения двух импульсов.
Благодаря этому была уменьшена площадь, с которой регистрируется флуоресценция, а следовательно, повышено пространственное разрешение метода. На фотографии слева показаны для сравнения два изображения одного и того же объекта, сделанные с использованием растровой конфокальной и STED-микроскопии.